# Langue d'Ésope

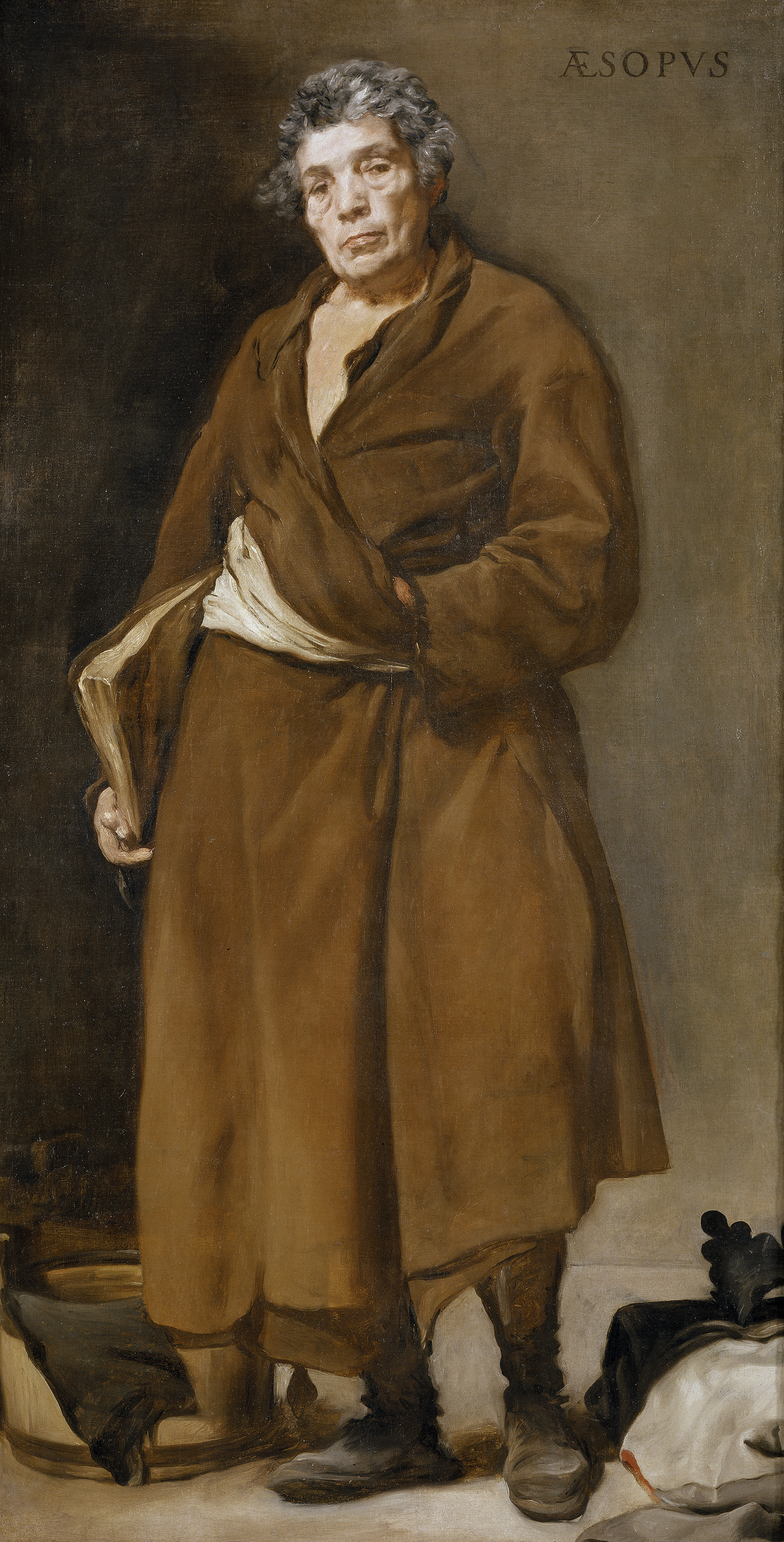
Ésope par Diego Velázquez (vers 1638, musée du Prado).

La langue d'Ésope est un moyen de communication dont l'objectif est de transmettre un sens caché aux membres informés d'une conspiration ou d'un mouvement clandestin, tout en conservant simultanément l'apparence d'un sens innocent pour les étrangers. La terminologie fait référence aux écrits allégoriques de l'ancien fabuliste grec Ésope.
Le terme « langue d'Ésope » a été utilisé pour la première fois par l'écrivain russe du XIXe siècle Mikhaïl Saltykov-Chtchedrine pour décrire la technique d'écriture qu'il a commencé à utiliser à la fin de sa carrière et qu'il comparait à celle des Fables d'Ésope. Son but était de faire la satire des maux sociaux de l'époque tout en échappant à la censure sévère de la fin de la Russie tsariste, dont il était une cible particulière.
L'écrivain de l'ère soviétique Lev Loseff (en) a noté que l'utilisation de la langue d'Ésope restait une technique favorite des écrivains (y compris lui-même) sous la censure soviétique. Maliheh Tyrell définit le terme dans le contexte soviétique et observe que l'utilisation de la langue d'Ésope s'est étendue à d'autres littératures nationales sous le régime soviétique :

« En bref, cette forme de littérature, comme les fables animalières d’Ésope, se voile sous des suggestions allégoriques, des allusions et des euphémismes afin d’échapper à la censure politique. La « langue ou littérature d'Ésope » est un terme technique utilisé par les soviétologues pour définir le langage allégorique utilisé par les publicistes non-conformistes russes ou de nationalité [c'est-à-dire non russes] pour dissimuler des sentiments anti-régime. Sous le régime soviétique, cette littérature « d'Ésope » avait pour but de semer la confusion chez les autorités soviétiques, tout en éclairant la vérité pour les lecteurs autochtones. »

Selon un critique, « la censure […] a eu un impact positif et formateur sur le style des écrivains ésopiens en les obligeant à aiguiser leurs pensées ».
Le philosophe germano-américain Herbert Marcuse utilise ce terme dans son livre L'Homme unidimensionnel de manière quelque peu interchangeable avec le langage orwellien. Dans ce contexte, la langue d'Ésope fait référence à l'idée selon laquelle certains usages du langage visent à « supprimer certains concepts ou à les maintenir hors du discours général au sein de la société ». Un exemple d’une telle technique est l’utilisation d’abréviations pour éviter que des questions indésirables ne se posent : « L’AFL-CIO enterre les différences politiques radicales qui séparaient autrefois les deux organisations ».
Dans le contexte de la politique moderne, des parallèles peuvent être établis entre la langue d'Ésope et le terme « appel du pied », qui décrit l’utilisation d’un langage codé pour répondre aux intérêts des électeurs, tout en les protégeant des retombées politiques négatives si elles sont ouvertement abordées.